# Wald (Zurigo)
Wald (toponimo tedesco) è un comune svizzero di 9 645 abitanti del Canton Zurigo, nel distretto di Hinwil.

## Monumenti e luoghi d'interesse

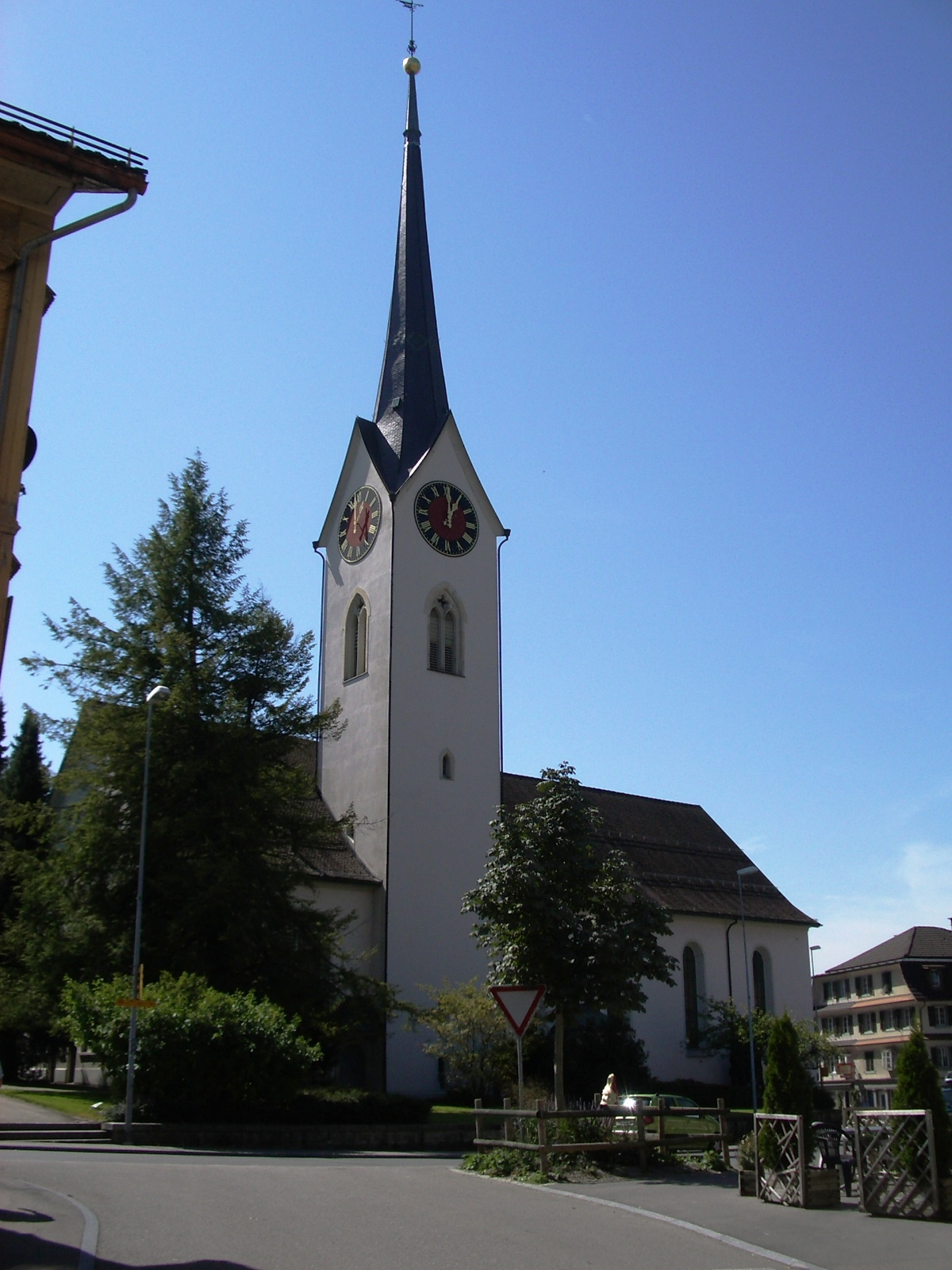
La chiesa riformata

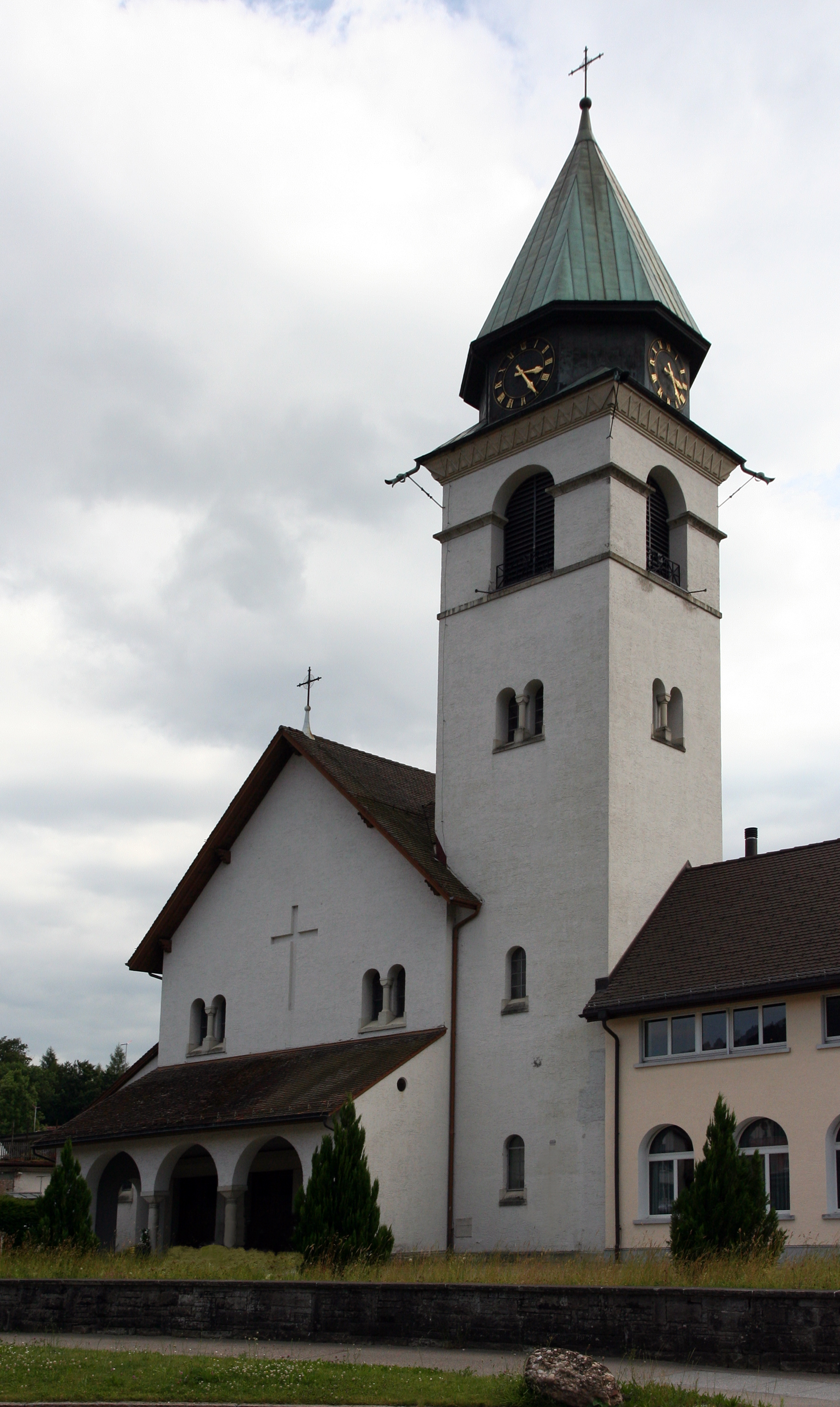
La chiesa cattolica di Santa Margherita

- Chiesa riformata, attestata dal 1208[1];
- Chiesa cattolica di Santa Margherita, eretta nel 1874[1].

## Società

### Evoluzione demografica
L'evoluzione demografica è riportata nella seguente tabella:
Abitanti censiti

## Infrastrutture e trasporti
Wald è servito dall'omonima stazione sulla Tösstalbahn (linea S26 della rete celere di Zurigo).

## Amministrazione
Ogni famiglia originaria del luogo fa parte del cosiddetto comune patriziale e ha la responsabilità della manutenzione di ogni bene ricadente all'interno dei confini del comune.